# Synagoge (Kralupy nad Vltavou)
Koordinaten: 50° 14′ 21,4″ N, 14° 18′ 32,3″ O

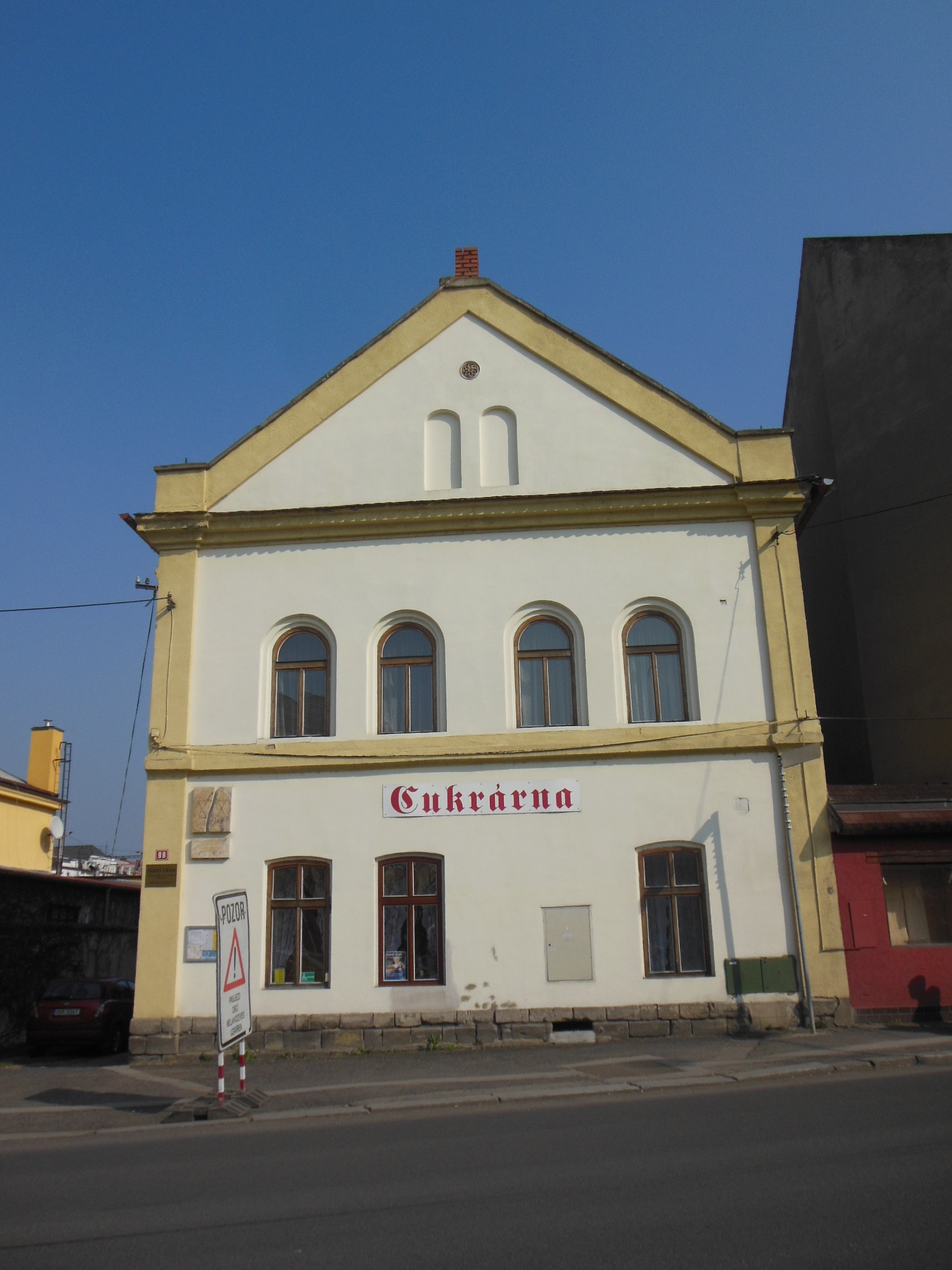
Synagoge in Kralupy nad Vltavou

Die Synagoge in Kralupy nad Vltavou (deutsch Kralup an der Moldau),  einer tschechischen Gemeinde im Okres Mělník der Mittelböhmischen Region, wurde 1873 errichtet. 
Die profanierte Synagoge  wird heute von der Hussitenkirche genutzt.